# Astragalus longirostratus
Astragalus longirostratus är en ärtväxtart som beskrevs av Carlos Pau. Astragalus longirostratus ingår i släktet vedlar, och familjen ärtväxter. Inga underarter finns listade i Catalogue of Life.